# Conspiração para golpe de Estado na Alemanha em 2022
Em 7 de dezembro de 2022, 25 membros de um grupo suspeito de terrorismo de extrema-direita foram presos por supostamente planejar um golpe de estado na Alemanha. O grupo, chamado  Patriotische Union  (em português, 'União Patriótica'), tinha como órgão central um "Conselho" (em alemão:  Rat), liderado por Heinrich Reuß, o qual era tido, dentro da associação, como futuro chefe de estado. A União Patriótica fazia parte do movimento extremista de extrema-direita alemão denominado Reichsbürger ('Cidadãos do Império Alemão') e pretendia restabelecer um governo monárquico na Alemanha, na tradição do Reich, com um governo  semelhante ao do Império Alemão. Supostamente, o grupo planejava provocar o caos e uma guerra civil na Alemanha, a fim de tomar o poder.
Mais de 3.000 policiais e forças especiais revistaram 130 locais em toda a Alemanha e fizeram várias prisões, incluindo Heinrich Reuss, um descendente da Casa de Reuß, bem como a ex-deputada do Alternativa para a Alemanha (AfD), Birgit Malsack-Winkemann. O grupo também incluía militares e policiais da ativa. A operação contra o grupo é considerada a maior da história da Alemanha, e o procurador-geral Peter Frank declarou o grupo uma organização terrorista.

## Membros
Os promotores relataram que aproximadamente mais de 50 organizadores eram membros do movimento Reichsbürger, um conjunto de grupos de extrema-direita que rejeitam a atual ordem básica democrática liberal da Alemanha e estão associados à violência e ao antissemitismo. Os conspiradores supostamente incluíam seguidores do QAnon e conspiracionistas da COVID-19. O grupo foi dividido em áreas de responsabilidade. O Ministério Público Federal tem 52 suspeitos e prendeu 25 deles.
O grupo também incluía vários ex-membros do Comando de Forças Especiais (KSK), incluindo um ex-sargento do Batalhão de Paraquedistas da Bundeswehr, Rüdiger von Pescatore. O GSG9 procurou um local da KSK do quartel Graf Zeppelin perto de Calw. Rüdiger von Pescatore deveria liderar o "braço militar" do grupo. O Ministério Público Federal descreve von Pescatore ao lado de Heinrich Reuss como um "líder". Foi dito que Von Pescatore tentou recrutar policiais e soldados. Os membros também incluíram um ex-Oberst, Maximilian Eder, ex-policial criminal, Michael Fritsch, de Hanover um ex-Oberst, Peter Wörner, de Bayreuth, que iniciou um negócio de treinamento de sobrevivência, um advogado, Tim Paul Gorgas, de Hanover e uma cirurgiã, Melanie Ritter, da Baixa Saxônia.[carece de fontes?]
Malsack-Winkemann, advogada e juiza no estado de Berlim, teria sido designada como a futura "ministra da Justiça". Ela foi membro do Bundestag alemão de 2017 a 2021 pelo AfD e foi presa em 7 de dezembro de 2022. O grupo incluía pelo menos um outro político do AfD, Christian Wendler, um ex-Stadtrat (vereador local) do AfD de Olbernhau nos Montes Metalíferos Saxãos.
Segundo o Der Spiegel, o grupo "União Patriótica" tinha "uma quantia incomum de dinheiro" com a qual comprou armas e telefones via satélite. Uma das propriedades invadidas pela polícia, o pavilhão de caça Waidmannsheil em Bad Lobenstein, que pertence ao suposto líder Reuss, serve como endereço comercial de várias empresas ligadas à empresa de gestão de ativos Heinrich XIII, com sede em Londres. Prinz Reuß & Anderson & Peters Ltd.

## Ideologia e objetivos
O suposto objetivo do grupo era estabelecer um governo monárquico semelhante ao Império Alemão de 1871 a 1918. Desde novembro de 2021, a rede teria planejado um ataque armado ao Bundestag, bem como prisões públicas de políticos para causar agitação pública. A "União Patriótica" assumiu que partes das autoridades de segurança alemãs iriam se solidarizar com seu esforço, o que levaria a uma "derrubada" e permitiria que o grupo tomasse o poder.
O grupo é conhecido por ser de direita e promove regularmente a ideologia antissemita. O golpe planejado incluiu uma invasão do Reichstag, o prédio do parlamento alemão, inspirado no ataque ao Capitólio dos Estados Unidos em 6 de janeiro de 2021.

## Investigações e prisões

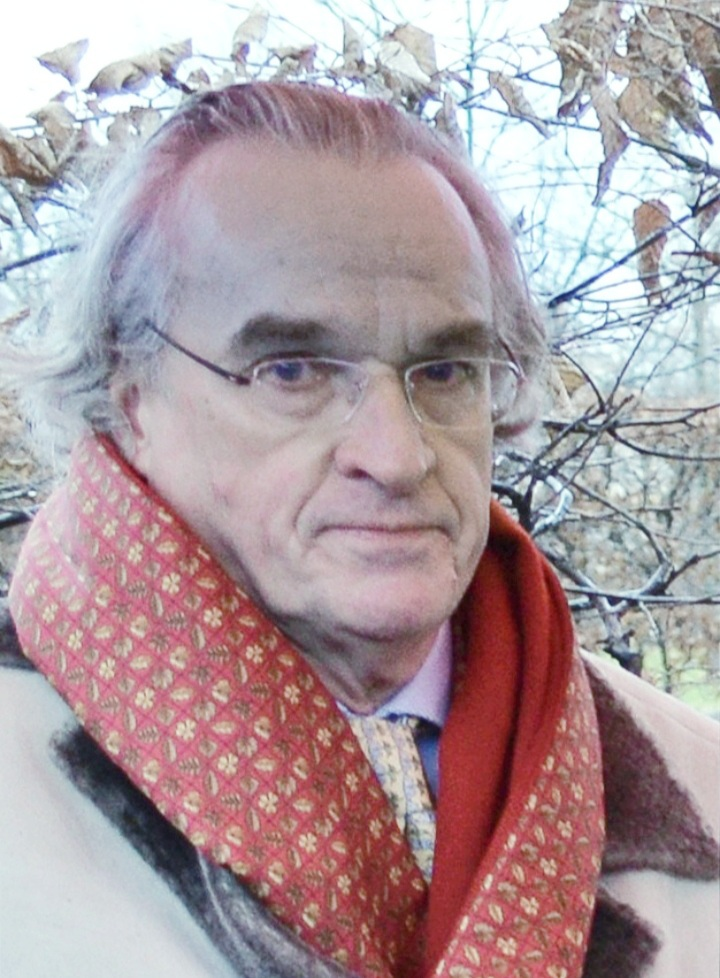
Príncipe Heinrich Reuss, estava entre os presos por suposta participação na conspiração.

As autoridades policiais alemãs investigam o grupo desde a primavera de 2022. O grupo também é formado por partes do movimento radicalizado alemão Querdenken. Reuss foi o ponto de partida para as investigações, que acabaram sendo realizadas pela Delegacia de Polícia Criminal Federal (BKA) sob o nome de "Shadow". Além disso, vários escritórios estaduais de investigação criminal e autoridades estaduais para a proteção da constituição estiveram envolvidos. As autoridades alemãs afirmaram que o golpe havia sido planejado desde novembro de 2021 e teria sido uma derrubada violenta e terrorista do atual governo. A polícia soube deles pela primeira vez em abril de 2022, quando prenderam membros dos chamados "Patriotas Unidos", que teriam planejado sequestrar Karl Lauterbach, o Ministro Federal da Saúde da Alemanha. Em setembro de 2022, eles começaram com o monitoramento de perto de 52 suspeitos.
Cerca de 3 000 policiais estiveram envolvidos nas operações para prender os conspiradores, que vieram principalmente dos estados da Baviera e Baden-Württemberg, no sul da Alemanha, mas também incluíam pessoas de outros 9 estados alemães e na Áustria e Itália. Entre as pessoas presas estavam aristocratas, um ex-deputado, bem como ex-membros e ativos das forças armadas. "Vitalia", a namorada russa de Reuss, por meio de quem ele conseguiu obter financiamento provisório de três indivíduos russos, também foi presa. O novo Reich planejava cooperar com a Rússia, mas um porta-voz da Embaixada Russa em Berlim negou qualquer envolvimento. Dmitry Peskov foi forçado em 8 de dezembro a emitir uma declaração negando o envolvimento do Kremlin no golpe de Estado fracassado.